# Kiezdeutsch
Kiezdeutsch — різновид німецької мови, який переважно вживається молоддю в міських районах із високим відсотком багатомовного населення. Із середини 1990-х років Kiezdeutsch привернув увагу громадськості як мультиетнічна молодіжна мова.
Термін Kiezdeutsch походить від молоді з району Берлін-Кройцберг, яка використовувала його для позначення власного способу мовлення. У 2006 році лінгвістка Гайке Візе використала цей термін у науковій статті. Відтоді термін закріпився як у наукових колах, так і в публічному дискурсі. Раніше використовувалися назви: Gemischt-sprechen, Türkendeutsch, Ghettodeutsch та Kanak Sprak.
Термін Kiezdeutsch уникає негативних конотацій і не обмежує групу мовців за етнічною ознакою. Також він підкреслює, що це, з одного боку, варіант німецької мови, а з іншого — неформальний різновид мовлення, пов’язаний із Kiez (у берлінському діалекті — повсякденне міське життєве середовище).

## Класифікація
З погляду мовознавства, Kiezdeutsch був класифікований Норбертом Дітмаром як етнолект. За словами Дітмара, до 2007 року були задокументовані лише усні форми етнолектного вжитку, а повідомлення в медіа були «більш-менш провокаційними» або «більш-менш соціолінгвістично коректними».
Єва Віттенберг описує Kiezdeutsch точніше як мультиетнолектну молодіжну мову.
Гайке Візе вважає, що ця варіація є мультиетнолектом або навіть новим діалектом, оскільки її використовують представники різних етнічних груп, включаючи німців, передусім молодь у міських районах з високим рівнем міграції.
Проте з цим твердженням не погоджується германіст Гельмут Глюк, адже «діалект — це завжди форма мовлення, характерна для певного регіону і має історичну глибину». Він називає головними рисами Kiezdeutsch турецькі й арабські впливи, які можна простежити, а також плутанину вживання граматичного роду та прийменників, що відрізняються від структур у турецькій мові. Як історичну аналогію такого «турбодіалекту» він наводить рурську німецьку (Ruhrdeutsch), що виникла внаслідок великої польської імміграції на межі XIX–XX століть і також є радше соціолектом.

## Граматичні та лексичні особливості

### Відпадання прийменників
Одним із найбільш помітних явищ у суспільному сприйнятті є вживання речень без артиклів і прийменників.
Приклади:
„Gehst du heute Viktoriapark?“ [замість: zum Viktoriapark]
„Ich werde zweiter Mai fünfzehn.“ [замість: am zweiten Mai]
Це часто сприймається як несистемне спрощення мови. Подібні конструкції, однак, можна знайти й у розмовному мовленні за межами Kiezdeutsch: в неформальному розмовному німецькому такі конструкції регулярно використовуються, наприклад, у берлінському регіоні для позначення зупинок громадського транспорту.

### Скорочення
Функціональні слова й флексійні закінчення можуть бути скорочені або випущені.
Приклад:
„Ich habe eine Blase am Fuß. Tut weh.“
[випущено підмет у другому реченні]

### Нові варіанти порядку слів
У Kiezdeutsch присутні ті самі правила порядку слів, що й у стандартній німецькій мові: дієслово на другій позиції в розповідних реченнях і на останній у підрядних. Однак додатково можливе також дієслово на третій або навіть першій позиції.
Приклад:
„Ich wusste ganz genau, dass er das versteht,
und darum hab ich das auch gesagt,
aber jetzt ich hasse ihn.“
[дієслово на третій позиції після рамкового виразу „jetzt“]

### Утворення нових часток
У Kiezdeutsch спостерігається клитизація з двома новими частками: „musstu“ (утворене з „musst du“) та „lassma“ (утворене з „lass uns mal“). Ці елементи використовуються як фіксовані вирази для введення директивних мовленнєвих актів.
Приклади:
„Musstu Doppelstunde fahren!“
[пропозиція слухачеві поїхати на подвійну годину в автошколі]
„Lassma Moritzplatz aussteigen!“
[пропозиція разом вийти на зупинці Moritzplatz]
„Musstu“ настільки граматикалізувалася, що її можна вживати навіть до кількох слухачів (там, де в стандартній мові було б „müsst ihr“).
„Lassma“ використовується для „ми“-пропозицій, „musstu“ — для „ти/ви“-пропозицій.

### „So“ як фокусна частка
Частка „so“ у Kiezdeutsch вживається не тільки як у стандартній мові, але й як фокусна частка.
Приклади:
„Dicker, ich hab, ich weiß nicht, also die Stadt ist nicht mein Dings so.“
„Ich bin mehr so Naturtyp für Natur, Dorf. So im Grünen, das ist mein Ding.“
„Ich höre Alpa Gun, weil er so aus Schöneberg kommt.“
„Die hübschesten Frauen kommen von den Schweden, also ich mein, so blond so.“
„So“ тут завжди поєднується з конституентою, яка несе фокус висловлювання. Таке використання можна зустріти і за межами Kiezdeutsch, хоч і рідше — переважно в багатомовному середовищі.

### Нові запозичення
Із спадкових мов, таких як турецька та арабська, а також із американського англійського, запозичуються нові слова, наприклад:
„lan“ (буквально: „чувак“, вживається як „Alter“)
„wallah“ (буквально: „клянусь Аллахом“, вживається як „чесно“, „серйозно“)
Ці слова підпорядковуються правилам німецької граматики та вимовляються в німецькій манері. Їх використовують і носії, які не знають турецької чи арабської мов.

### Короналізація „Ich“-звуку
На фонологічному рівні особливою є короналізація глухого палатального фрикативного звука [ç] („Ich“-звук). Подібне явище спостерігається й у діалектах Рейнської області.

### Мовний репертуар
Kiezdeutsch є лише частиною більш широкого мовного репертуару його носіїв. Він включає також формальніші мовні стилі, зокрема стандартну німецьку. Наведені вище граматичні риси найчастіше з’являються в неформальних ситуаціях у групах однолітків, що свідчить про акт ідентичності та належність до певної соціальної групи.